# Мазур Мирослав Валентинович
Мирослав Валентинович Мазур (нар. 11 серпня 1998, Київ, Україна) — український футболіст, захисник литовського клубу «Жальгіріс».

## Життєпис

### Клубна кар'єра
Вихованець ДЮФШ «Динамо» (Київ). З 2011 по 2015 рік виступав у чемпіонаті ДЮФЛ, де провів 73 матчі (13 голів). 
З літа 2015 року надалі перебував у структурі «Динамо», в першому півріччі виступав за юнацьку команду, після чого у 2016 році був заявлений за «Динамо-2» (Київ). Дебютував у першій українській лізі 27 травня того ж року в матчі проти черкаського «Дніпра».
У квітні 2017 року підписав контракт з чернівецькою «Буковиною». По завершенню сезону за обопільною згодою сторін припинив співпрацю з чернівецьким клубом та став гравцем ФК «Арсенал» (Київ), за який в результаті так і не зіграв жодного матчу.
Влітку 2018 року підписав контракт з полтавською «Ворсклою», дебютував за основну команду в матчі кубка України проти одеського «Чорноморця». Проте решта його матчів були проведені в молодіжній першості, для покращення ігрової практики керівництвом клубу в лютому 2019-му було прийнято рішення про річну оренду Мирослава до молдавської команди «Сфинтул Георге».
У лютому 2020 року Мирослав Мазур став гравцем шведського «Умео». Контракт із гравцем розрахований на 2 роки.

### В збірній
В середині травня 2019 року отримав виклик у національну та молодіжну збірну України, це був загальний збір національної і молодіжної команд. Проте дебютувати за якусь із команд так і не зміг.

## Досягнення
- Переможець юнацької першості України: 2015/16

## Статистика
Станом на 6 червня 2019 року
| Клуб                | Ліга         | Сезон   | Чемпіонат | Чемпіонат | Кубок | Кубок | Дубль | Дубль |
| Клуб                | Ліга         | Сезон   | Ігри      | Голи      | Ігри  | Голи  | Ігри  | Голи  |
| ------------------- | ------------ | ------- | --------- | --------- | ----- | ----- | ----- | ----- |
| Динамо (Київ)       | Прем'єр-ліга | 2015/16 |           |           |       |       | 4     | 1     |
| Динамо-2            | Перша ліга   | 2015/16 | 2         | 0         |       |       |       |       |
| Буковина (Чернівці) | Перша ліга   | 2016/17 | 4         | 0         |       |       |       |       |
| Ворскла (Полтава)   | Прем'єр-ліга | 2018/19 |           |           | 1     | 0     | 14    | 1     |
| Сфинтул Георге      | Вища ліга    | 2019    | 8         | 1         | 2     | 0     |       |       |